# Здание городской думы (Кременчуг)
Здание городской думы (городской управы) было построено в Кременчуге (Полтавская область, Украина) в 1803 году. Считалось лучшим подобным зданием Полтавской губернии. Взорвано  немецкими оккупационными войсками во время Второй мировой войны.

## История

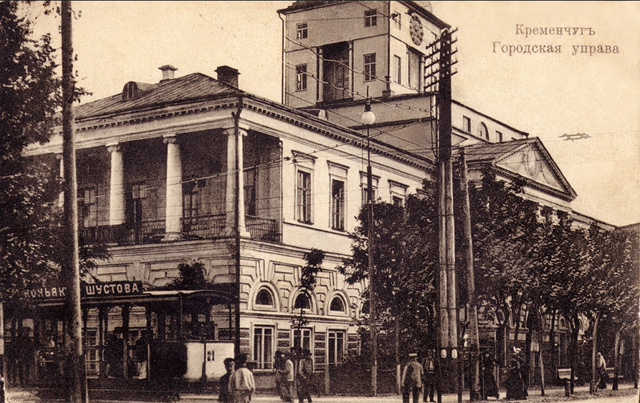
Кременчугский трамвай возле думы (между 1899 и 1921 годами)

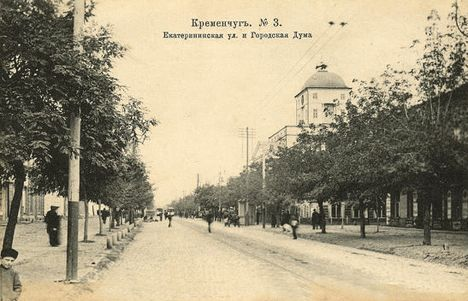
Екатерининская улица и здание думы (между 1899 и 1921 годами)

Развалины здания думы в 1943 году

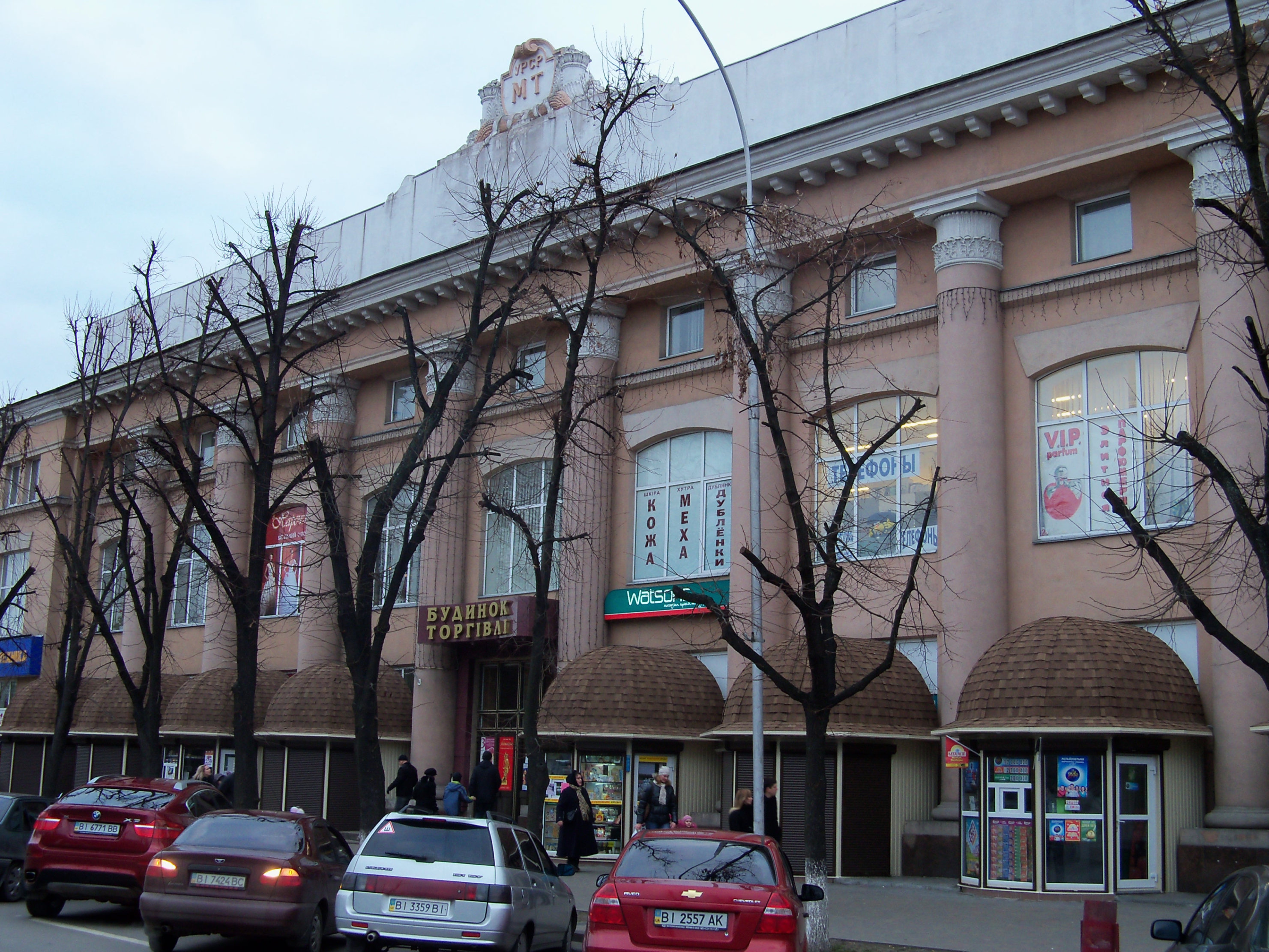
Дом торговли (2012 год)

### Период Российской империи
В 1785 году Екатериной II была утверждена «Грамота на права и выгоды городам Российской империи», регламентировавшая деятельность городских властей. Грамотой предусматривалось создание в городах органов местного самоуправления — шестигласной думы и магистрата. Городское население разбивалось на шесть разрядов: настоящие городские обыватели (домовладельцы); купцы трёх гильдий; члены ремесленных цехов; иногородние и иноземные; именитые граждане; посадские — старожилы города, не вошедшие в остальные группы. Каждый ряд выбирал по одному представителю — «гласному» из своей среды. Избиратели сообща голосовали за городского голову, возглавляющего городскую думу. Заседание думы проходило раз в три года. В период между заседаниями думы текущие вопросы решал магистрат, члены которого избирались горожанами на городских собраниях.
Органы местного самоуправления ведали городскими финансами, имуществом, благоустройством, санитарным состоянием, народным образованием, пожарным делом, благотворительными учреждениями. Городская дума имела право взимать налог с недвижимости (не более 1% от её стоимости), а также налог с места торговли и с промышленности. Город активно развивался, рост промышленности вёл к росту городского бюджета. Бюджет Кременчуга был самым высоким среди всех городов Полтавщины.
В 1797 году Кременчугская дума обратилась к малороссийскому губернатору Бакуринскому за разрешением снести обветшалое здание одного из учреждений губернского присутствия, а на его месте, на Торговой площади вдоль Екатерининской улицы, построить новое здание для всех органов самоуправления. Разрешение было получено. В 1799 году в Кременчуг из Чернигова присылается проект и смета на общую сумму 39 985 рублей 40 копеек. Автором проекта, вероятно, был черниговский губернский архитектор Антон Иванович Карташевский. Строительство велось с 1801 по 1803 год по подряду купцом Т. Рыжковым и именитым гражданином Ф. Приваловым.

Двухэтажное каменное здание венчал бельведер со смотровой площадкой. Московский писатель Иван Долгорукий, побывавший в Кременчуге в 1810 году, писал:  
Магистрат и дума представляют одно из лучших строений в городе, на нем бельведер: я входил туда и вид во все стороны прекрасный.
Здание городской думы являлось главным элементом ансамбля Торговой площади. Симметрично от него были возведены два одноэтажных деревянных гостиничных двора с арочными галереями, которые перекликались с мотивом галерей в первом этаже магистрата. В остальном площадь была застроена деревянными и каменными лавками.
Дума, магистрат, зал для выборов, словесный и сиротский суды располагалась на втором этаже здания; на первом этаже находились торговые лавки.
На здании находились часы, отбивавшие время. Изначально они располагались лишь с одной стороны. В 1912 году были изготовлены и установлены новые часы с четырьмя циферблатами и электрической подсветкой со стороны Екатерининской улицы, которые были видны из любой точки центра города.
22 июня 1865 года на первом этаже здания открылся общественный банк — первый банк Кременчуга, к 1889 году ставший одним из крупнейших банков Российской империи.
31 января 1893 года в помещении думы была открыта городская общественная публичная библиотека с кабинетом для чтения. Во время наводнений возле здания вывешивались телеграммы о высоте воды в городах, лежащих выше Кременчуга по Днепру и по его главным притокам.
В 1899 году был запущен Кременчугский трамвай, две линии которого пересекались возле думы. В том же году по особому распоряжению главы города Изюмова Андрея Яковлевича зал, а также помещения общества взаимного страхования от огня, располагавшиеся в здании думы, были предоставлены для собраний Кременчугского отделения Императорского русского технического общества. К 1900 году (или ранее) здание было телефонизировано.
В 1913 году здание было отремонтировано с переустройством парадного входа. Для ремонта были заказаны «тавровыя балки, бетонныя площадки, лѣстницы, беренгеймскія плитки».

### Гражданская война и советский довоенный период
После Февральской революции, с мая 1917 года параллельно с думой в городе действовал Совет рабочих и солдатских депутатов; городская дума находилась в его фактическом подчинении. После Октябрьской революции, во время Гражданской войны (1917-1921 годы), власть в городе многократно менялась. В октябре 1917 года в здании городской думы на расширенном заседании Совета в Кременчуге была провозглашена советская власть. В здание думы переехал окрисполком, окружной комитет партии, городской Совет рабочих и красноармейских депутатов. 
При вступлении в город Добровольческой армии был издан указ «немедленно собраться Городской Думе и Городской управе последнего до-большевистского состава с изъятием из нее всех большевиков и, в видах успокоения населения, всех евреев». 
В 1918 году в городе выпускались Кременчугские городские кредитные боны номиналом 1, 5 и 10 рублей. На оборотной стороне было изображено здание думы.
В 1926 году ряд зданий возле городской думы, где до революции размещались женская гимназия, мануфактурно-галерейный пассаж, типография, были объединены в один комплекс под административные органы. 16 июня 1927 года учреждения окрисполкома, окружкома партии и городского Совета переехали в новое здание. В здании думы разместился Дом Красной Армии.
В 1930-х годах рядом со зданием думы было построено здание исполкома.

### Немецкая оккупация и послевоенный период

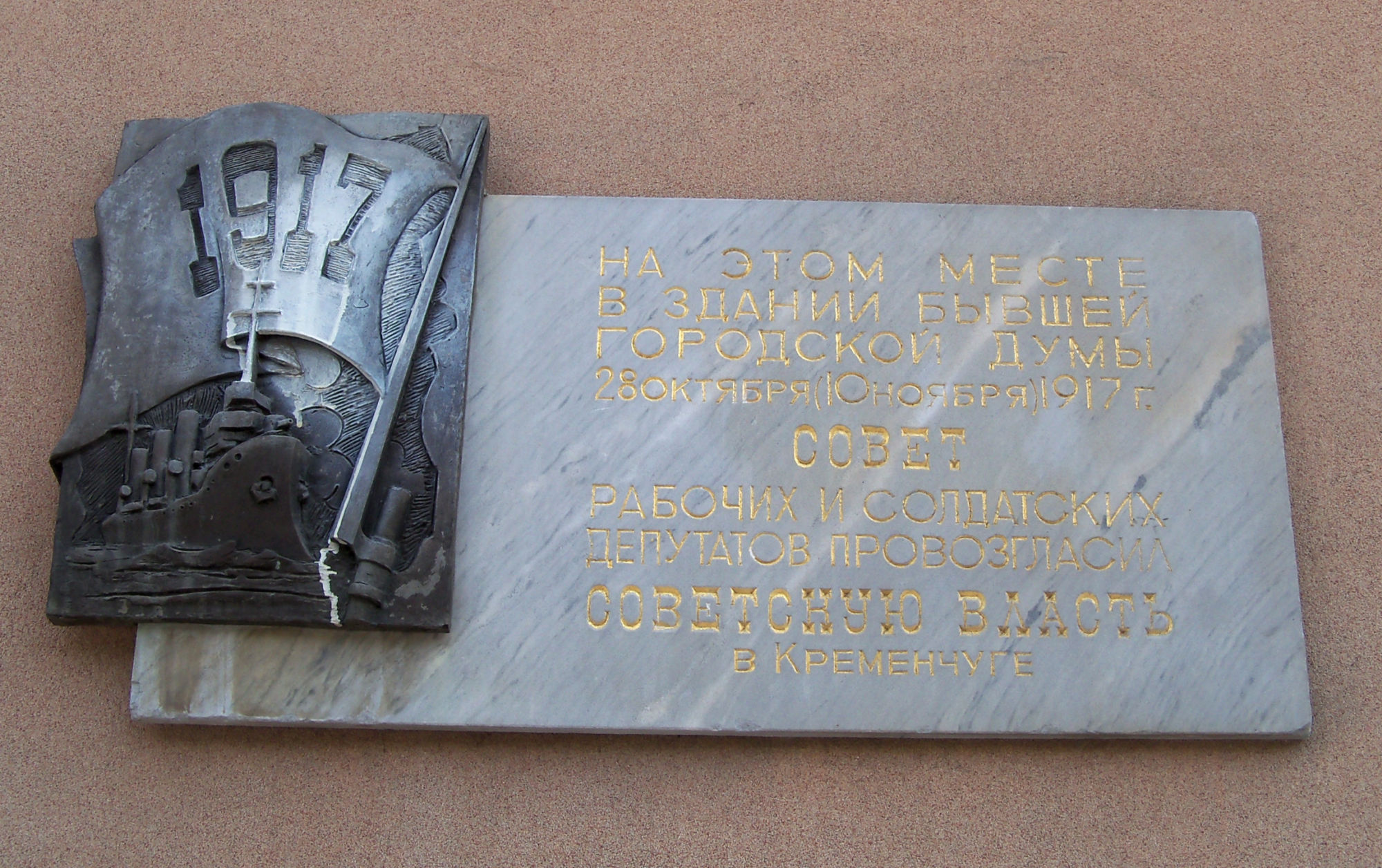
Мемориальная доска, посвященная установлению Советской власти

В период Второй мировой войны, в 1941 году, город был занят немецкими войсками. По воспоминаниям Константиновича В.К., исполнявшего обязанности главврача Первой городской больницы, первый месяц над зданием думы висело два флага: «красный со свастикой — фашистский и жёлто-голубой с трезубцем — украинских националистов». Второй флаг был вскоре снят. В здании думы располагалась немецкая администрация. На втором этаже размещалась штаб-квартира офицеров, а также отель для высших эшелонов. В 1943 году, при отступлении из города, немецкие войска взорвали бывшее здание городской думы (всего в войну было уничтожено более 95 % города).
Здание не подлежало восстановлению, руины были разобраны. После войны началась активная застройка города. В 1961 году на месте здания думы был построен Дом торговли в стиле советского классицизма (улица Соборная, дом 16/9). На здании была установлена мраморная памятная доска, посвященная принятию в здании городской думы решения по установлению советской власти (демонтирована в 2016 году рамках декоммунизации). Для органов самоуправления было построено новое здание неподалёку на площади Победы.